# Ґінтарас Ґрушас
Ґінтарас Лінас Ґрушас (лит. Gintaras Linas Grušas; нар. 23 вересня 1961, Вашингтон, США) — литовський римо-католицький єпископ, військовий ординарій Литви з 19 червня 2010 по 5 квітня 2013, архієпископ Вільнюса з 5 квітня 2013.

## Освіта
З 1983 року навчався в університеті Лос-Анджелеса в Каліфорнії, який закінчив з дипломом інженера в галузі комп'ютерних наук (бакалавр математики/комп'ютерні науки).
З 1989 року по 1990 роки був студентом підготовчого курсу і курсу філософії Францисканського університету Стубенвіля (США). З 1990 року по 1993 рік навчався в колегії Беди в Римі, а в 1993—1994 роках у Литовській колегії Святого Казимира в Римі.
У 1994 році він здобув ступінь бакалавра богослов'я в Папському університети святого Томи Аквінського. У цьому ж університеті, згодом, здобув ступінь ліценціата (1999) і доктора канонічного права (2001).
Володіє литовською (рідна мова), англійською, італійською та французькою мовами.

## Священник
25 червня 1994 висвячений на священника. У 1994—1997 роках — генеральний секретар єпископської конференції Литви. У 2001—2003 роках ректор Вищої духовної семінарії у Вільнюсі.
З 2004 року знову призначений генеральним секретарем єпископської конференції Литви, одночасно — духовний радник Литовської католицької Федерації «Ateitis», голова комісії з перекладу литовською мовою Кодексу канонічного права, член двосторонньої комісії по виконанню Угоди між Святим Престолом і Литвою, керівного комітету видавництва «Kataliku pasaulis», литовської комісії «Justitia et Pax» і урядових комісій зі святкування Тисячоліття Литви і «Вільнюс — столиця Європи».

## Єпископ і військовий ординарій Литви
19 червня 2010 був призначений Військовим ординарієм Литви, а 4 вересня 2010 року отримав єпископські свячення. 26 жовтня 2011 року обраний постійним членом Ради і головою Комісії в справах освіти Конференції католицьких єпископів Литви.

## Архієпископ Вільнюса
5 квітня 2013 року папа Франциск призначив єпископа Ґрушаса архієпископом Вільнюса. 28 жовтня 2014 року Ґрушас обраний головою Конференції католицьких єпископів Литви.
26 вересня 2021 року обраний головою Ради єпископських конференцій Європи.